# Chérie (pomme de terre)
Pour les articles homonymes, voir Chérie.
La Chérie est une variété de pomme de terre française créée par le semencier Germicopa. Elle a été inscrite au catalogue officiel français le 17 mai 1997 et au catalogue hongrois le 14 mai 2004.
Cette variété est une descendante de la roseval, à laquelle elle ressemble. De calibre moyen plus réduit que la 'Roseval', c'est une pomme de terre de forme oblongue allongée, à peau fine de couleur rose et à chair jaune pâle.
Variété précoce, résistante à la galle verruqueuse et moyennement sensible à la gale commune, mais sensible au mildiou. Les tubercules assez sensibles aux chocs, ont une faible aptitude à la conservation.

## Gastronomie
Sur le plan culinaire elle est classée dans les groupes B ou A - B. C'est une pomme de terre à chair fine, aqueuse (faible teneur en matière sèche), peu farineuse et se délitant assez peu à la cuisson, assez polyvalente en cuisine, particulièrement adaptée pour les pommes rissolées, mais convenant également pour les pommes en robe des champs, pommes vapeur, gratins, potages et pommes sautées.
Ses nuances de noisettes et de marrons permettent également de l'apprécier en raclette.

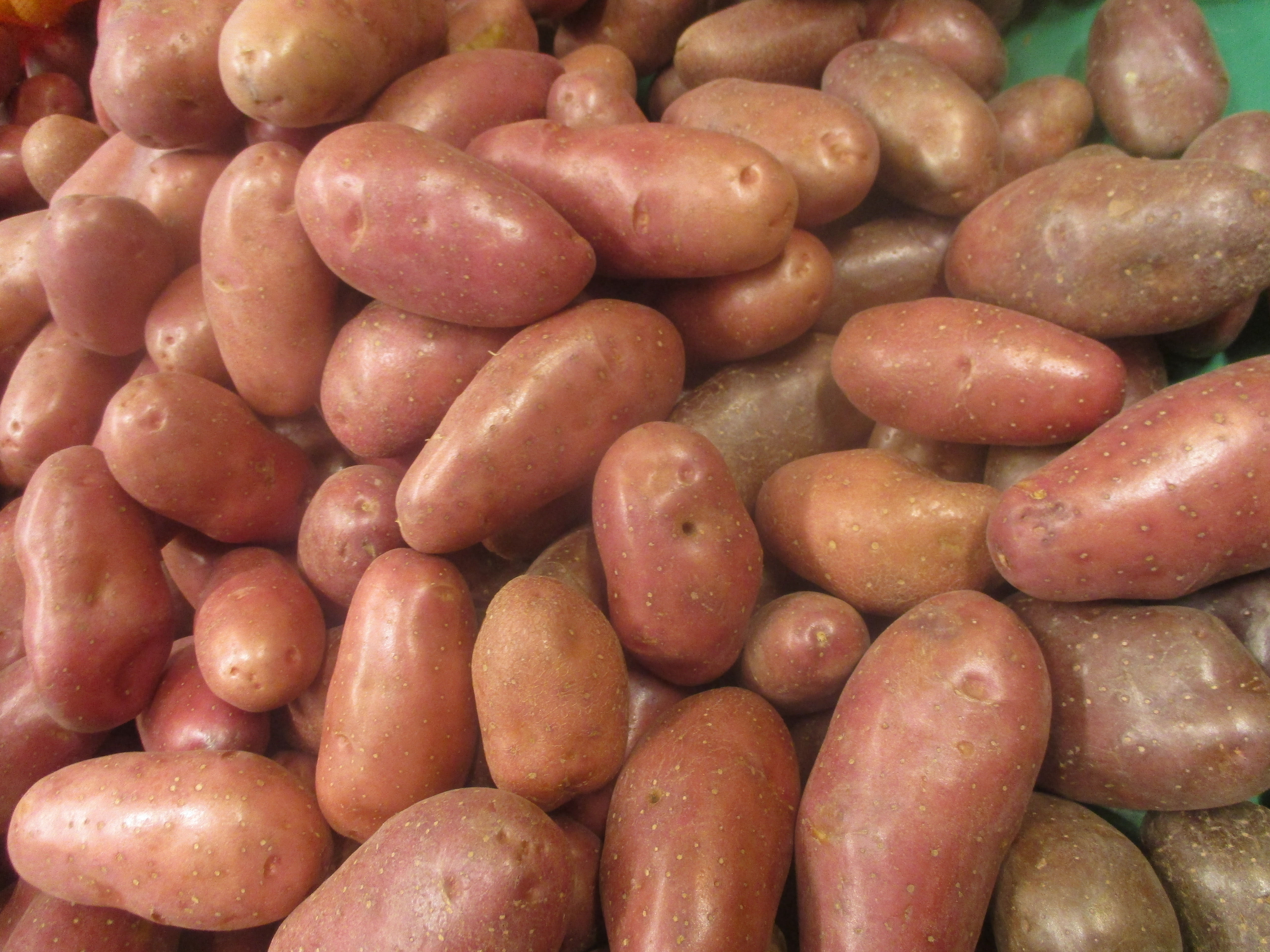
Pommes de terre 'Chérie'.